# Амеде Озанфан
Амеде Озанфан (фр. Amédée Ozenfant; 15 квітня 1886, Сен-Кантен — 4 травня 1966, Канни) — французький художник і теоретик мистецтва, один з головних представників пуризму.

## Біографія
Навчався в художній школі Сен-Кантена. Приїхавши до Парижа у 1906 році, Озанфан навчався в академії Ля-Палетт (фр. l'Académie La Palette), де вивчав архітектуру і живопис. У 1910—1912 роках здійснив поїздки в Росію, Італію, Бельгію та Нідерланди. Потім видавав журнал «L’Élan» (укр. Порив, 1915—1917). У співавторстві з архітектором Шарль-Едуаром Жаннере (відомий під псевдонімом як Ле Корбюзьє) написав брошуру «Після кубізму» (1918), яка стала маніфестом нового напрямку — пуризму. Ініціатори цього напряму вважали, що мальовничі форми повинні бути настільки ж виразними, як лінії сучасних технічних пристроїв. Озанфаном і Ле Корбюзьє розвивали положення машинної естетики в заснованому ними журналі «L'Esprit nouveau» (укр. Новий дух, 1920—1925) і були узагальнені в їх книзі «Сучасний живопис» (1924). Однією із найзначніших теоретичних робіт Озанфана є «Мистецтво» (1928).
Мешкав у Лондоні (1935—1938), там відкрив власну художню школу. У 1938 році переїхавши в Нью-Йорк, він також створив Школу витончених мистецтв Озанфана. В ній він виклав теорію преформізму, яка полягає в тому, що образи великого мистецтва постійно перебувають у підсвідомості людства, чекаючи на появу художника, здатного втілити їх у конкретних творах.
Живопису Озанфана характерні граничні економія коштів, скупе використання кольору, чіткий графізм плавних контурів, які окреслювали загальну схему предмета (Перламутр № 1, 1922, Париж, Національний музей сучасного мистецтва; Графіка на чорному тлі, 1922, Москва, Державний музей образотворчих мистецтв імені О. С. Пушкіна; Фуга, Чикаго, Інститут мистецтв; Графин, гітара, стакан і пляшки на сірому столі, 1920, Базель, Художній музей). Прагнучи до синтезу мистецтв, Озанфана створив ряд настінних композицій для Національного музею сучасного мистецтва в Парижі, серед яких найзначніші Чотири раси (1928) та Життя (1933—1938).
У 1950-х роках художник відійшов від строгих нормативів пуризму; у ці роки його живопис набув відчуття повітряного середовища, колорит збагатився півтонами, з'явились дрібні деталі.
Картини
- Bouteille, pipe et livres, 1918, Музей мистецтв Гренобля
- Guitare et bouteilles, 1920, Колекція Пеггі Гугенхайм
- Composition puriste, 1923, Колекція Ларош
- La Grotte aux baigneuses, 1931
- Vie biologique, 1931—1938, Національний музей сучасного мистецтва
- Après l'orage sur l'Hudson
- Le Lac aux voiles, 1959
- Vie, Національний музей сучасного мистецтва.

Літературні твори
- Le Manifeste du purisme, 1918, у співавторстві з Ле Корбюзьє
- Art-I. Bilan des Arts Modernes; II. Structure d'un nouvel esprit, 1928
- Mémoires 1886—1962, Éditions Seghers, Paris 1968

## Галерея

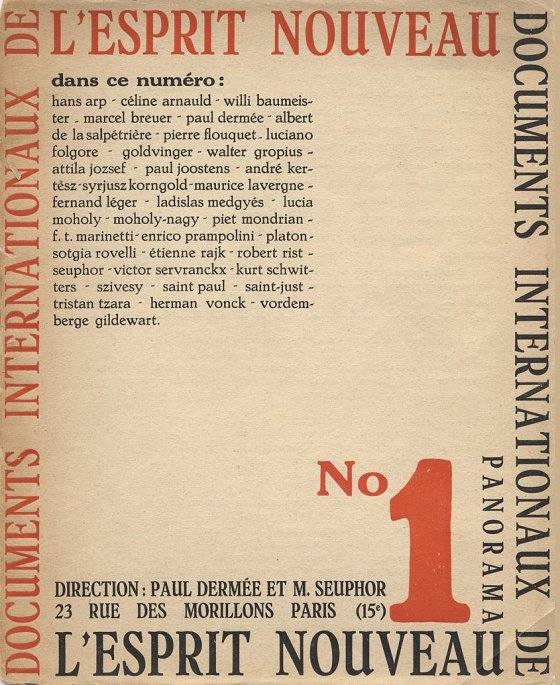
L'Esprit Nouveau, No. 1, October 1920. Edited by Paul Dermée and Michel Seuphor, later by Charles-Edouard Jeanneret (Le Corbusier) and Amédée Ozenfant. Published by Éditions de l'Esprit Nouveau, Paris